# Кашина Лисија (Верчели)
Кашина Лисија је насеље у Италији у округу Верчели, региону Пијемонт.
Према процени из 2011. у насељу је живело 15 становника. Насеље се налази на надморској висини од 278 м.